# Park Dietz
Park Dietz, född 13 augusti 1948 i Camp Hill i Pennsylvania, är en amerikansk rättspsykiatriker. Han är känd för att ha varit rådgivare vid rättegångarna mot en lång rad mördare, bland andra Joel Rifkin, Arthur Shawcross, Jeffrey Dahmer, Ted Kaczynski, Richard Kuklinski, William Bonin, Betty Broderick och Jared Lee Loughner samt John Allen Muhammad och Lee Boyd Malvo. Därtill var han expertvittne vid rättegången mot John Hinckley, Jr.